# Brand- en Traangaseenheid

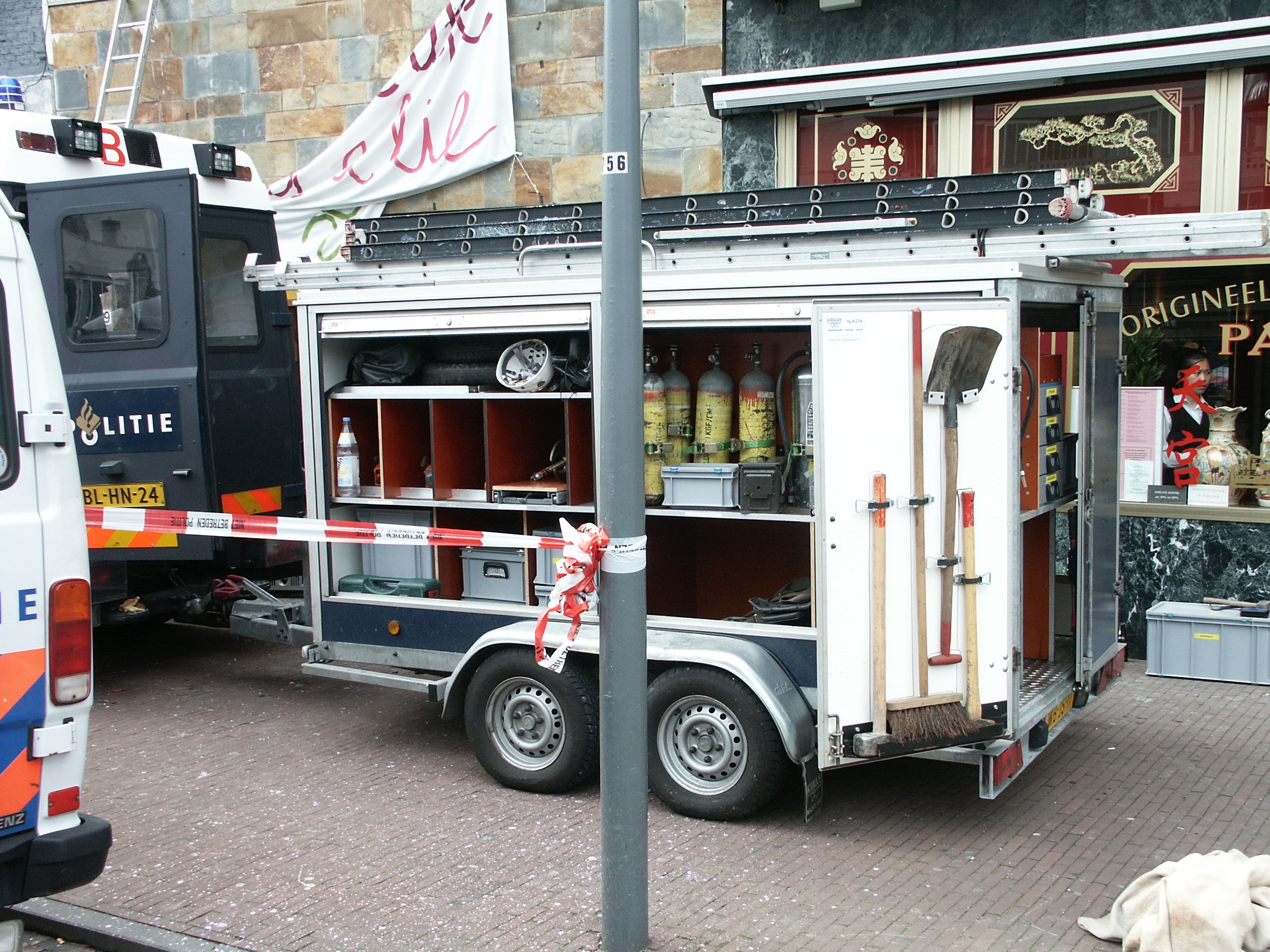
BraTra aanhangwagen

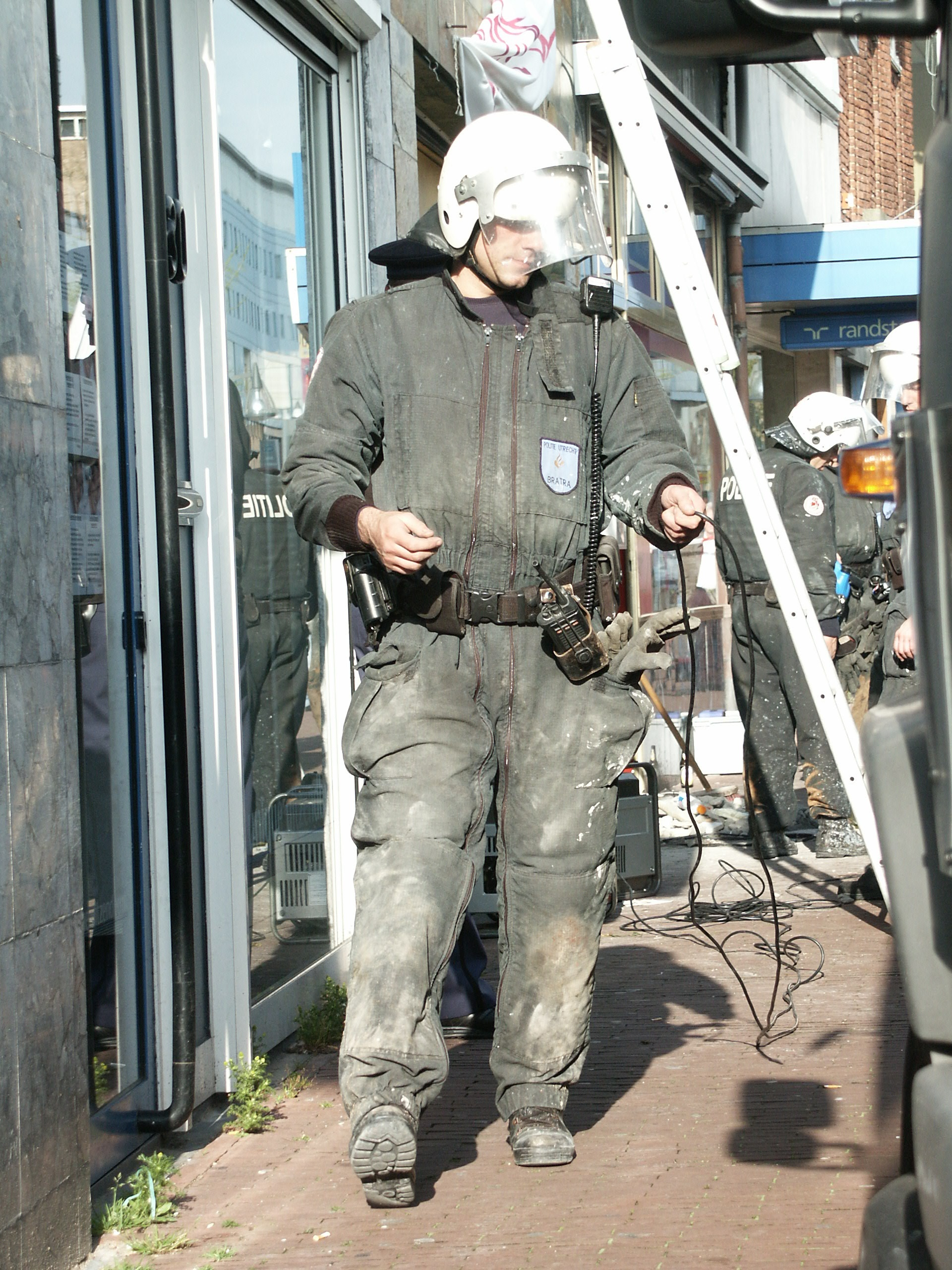
Lid van de BraTra-eenheid in Utrecht in 2005

Een Brand- en Traangaseenheid (BraTra) is bij de Nederlandse politie een eenheid die deel uitmaakt van de Mobiele Eenheid (ME). Hij werd voor het eerst ingezet in 1983. Het acroniem BraTra stond voor 'BRAndblussen en TRAangas werpen'.
De taak van de eenheid was oorspronkelijk vooral om tijdens een inzet van de ME door relschoppers gegooide molotovcocktails onschadelijk te maken en indien nodig traangaspatronen af te schieten. Toen bij de Mobiele Eenheid CN-gasgranaten vervangen werden door CS-patronen kwam daar in 1983 een aparte eenheid voor. Dit hing samen met het mogelijke gebruik in voetbalstadions. Nadat, doordat krakers zich bij ontruimingen in gelaste barricades en constructies gingen verschansen, specialistische inzet van snijbrander en slijptol gewenst was, werd dit ook een taak van de BraTra.
In de loop van de jaren 1980 en 1990 is de BraTra zich verder gaan specialiseren in het ontruimen van kraakpanden en allerlei technisch lastige klussen, zowel bij de inzet van de ME als los daarvan. Voorbeelden daarvan zijn het verwijderen van actievoerders van moeilijk toegankelijke plaatsen, waaronder plekken op grote hoogte, zoals bij de ontruiming van Groenoord in oktober 1997 en de ontruiming van een stuk bos in Schinveld in januari 2006.